# 3-羟基-3-甲戊醛酸还原酶 (NADPH)
3-羟基-3-甲戊醛酸还原酶 (NADPH)（英語：mevaldate reductase (NADPH)，EC 1.1.1.33）也称为“3-羟-3-甲戊醛酸还原酶 (NADPH)”，是一种以NAD+或NADP+为受体、作用于供体CH-OH基团上的氧化还原酶。这种酶能催化以下酶促反应：
(R)-甲羟戊酸 + NADP+ {\displaystyle \rightleftharpoons } 3-羟基-3-甲戊醛酸 + NADPH + H+
有研究表明，3-羟基-3-甲戊醛酸还原酶还能氧化某些芳香醛，而其活性会被巴比妥类药物抑制。这些性质与EC 1.1.1.2醇脱氢酶 (NADP+)的相似，两者可能是同一种酶。